# Gilles (Eure i Loir)
Gilles és un municipi francès, situat al departament de l'Eure i Loir i a la regió de Centre – Vall del Loira. L'any 2007 tenia 575 habitants.

## Demografia

### Població
El 2007 la població de fet de Gilles era de 575 persones. Hi havia 178 famílies, de les quals 28 eren unipersonals (4 homes vivint sols i 24 dones vivint soles), 61 parelles sense fills, 85 parelles amb fills i 4 famílies monoparentals amb fills.
La població ha evolucionat segons el següent gràfic:
Habitants censats

### Habitatges
El 2007 hi havia 219 habitatges, 179 eren l'habitatge principal de la família, 26 eren segones residències i 14 estaven desocupats. 217 eren cases i 2 eren apartaments. Dels 179 habitatges principals, 153 estaven ocupats pels seus propietaris, 18 estaven llogats i ocupats pels llogaters i 7 estaven cedits a títol gratuït; 9 tenien dues cambres, 16 en tenien tres, 44 en tenien quatre i 110 en tenien cinc o més. 139 habitatges disposaven pel capbaix d'una plaça de pàrquing. A 57 habitatges hi havia un automòbil i a 112 n'hi havia dos o més.

### Piràmide de població
La piràmide de població per edats i sexe el 2009 era:
| Homes | Edats   | Dones |
| ----- | ------- | ----- |
| 0     | 95 o +  | 0     |
| 4     | 90 a 94 | 0     |
| 4     | 85 a 89 | 4     |
| 4     | 80 a 84 | 4     |
| 4     | 75 a 79 | 8     |
| 0     | 70 a 74 | 4     |
| 4     | 65 a 69 | 4     |
| 8     | 60 a 64 | 4     |
| 12    | 55 a 59 | 20    |
| 28    | 50 a 54 | 24    |
| 16    | 45 a 49 | 24    |
| 16    | 40 a 44 | 4     |
| 36    | 35 a 39 | 24    |
| 36    | 30 a 34 | 24    |
| 20    | 25 a 29 | 28    |
| 12    | 20 a 24 | 8     |
| 28    | 15 a 19 | 20    |
| 36    | 10 a 14 | 20    |
| 16    | 5 a 9   | 12    |
| 4     | 0 a 4   | 12    |

## Economia
El 2007 la població en edat de treballar era de 408 persones, 278 eren actives i 130 eren inactives. De les 278 persones actives 256 estaven ocupades (133 homes i 123 dones) i 22 estaven aturades (9 homes i 13 dones). De les 130 persones inactives 16 estaven jubilades, 42 estaven estudiant i 72 estaven classificades com a «altres inactius».

### Ingressos
El 2009 a Gilles hi havia 179 unitats fiscals que integraven 522,5 persones, la mediana anual d'ingressos fiscals per persona era de 22.248 €.

### Activitats econòmiques
Dels 15 establiments que hi havia el 2007, 1 era d'una empresa de fabricació d'altres productes industrials, 5 d'empreses de construcció, 1 d'una empresa d'hostatgeria i restauració, 2 d'empreses d'informació i comunicació, 1 d'una empresa financera, 2 d'empreses immobiliàries, 2 d'empreses de serveis i 1 d'una empresa classificada com a «altres activitats de serveis».
Dels 6 establiments de servei als particulars que hi havia el 2009, 1 era un paleta, 1 guixaire pintor, 2 electricistes, 1 agència immobiliària i 1 saló de bellesa.
L'any 2000 a Gilles hi havia 7 explotacions agrícoles que ocupaven un total de 492 hectàrees.

## Equipaments sanitaris i escolars
El 2009 hi havia una escola maternal integrada dins d'un grup escolar amb les comunes properes formant una escola dispersa.

## Poblacions més properes
El següent diagrama mostra les poblacions més properes.